# Oliarus chiluvoensis
Oliarus chiluvoensis är en insektsart som beskrevs av Van Stalle 1987. Oliarus chiluvoensis ingår i släktet Oliarus och familjen kilstritar. Inga underarter finns listade i Catalogue of Life.